# سرپاوران شیشه‌ای
سرپاورهای شیشه‌ای (Cranchiidae) خانواده‌ای از سرپاورها هستند. 
آن‌ها در رویه‌ها و ژرفاهای متوسط اقیانوس‌ها زندگی می‌کنند و در حدود ۶۰ گونه دارند.
سرپاورهای شیشه‌ای بیشتر عمر خود را در آب‌های نیمه‌روشن میانه‌های دریا می‌گذرانند تا بدن شیشه‌ای‌مانندشان بتواند نقش استتار را بهتر بازی کند.